# STS-48
STS-48, voluit Space Transportation System-48, was een spaceshuttlemissie van de Discovery. Tijdens de missie werd de Upper Atmosphere Research Satellite (UARS) in een baan rond de aarde gebracht.

## Bemanning
| Positie            | Lancering                         | Landing                           |                              |
| ------------------ | --------------------------------- | --------------------------------- | ---------------------------- |
| Bevelhebber        | John Creighton 3e ruimtevlucht    | John Creighton 3e ruimtevlucht    |                              |
| Piloot             | Kenneth Reightler 1e ruimtevlucht | Kenneth Reightler 1e ruimtevlucht |                              |
| Missiespecialist 1 | Charles Gemar 2e ruimtevlucht     | Charles Gemar 2e ruimtevlucht     |                              |
| Missiespecialist 2 | James Buchli 4e ruimtevlucht      | James Buchli 4e ruimtevlucht      | James Buchli 4e ruimtevlucht |
| Missiespecialist 3 | Mark Brown 2e ruimtevlucht        | Mark Brown 2e ruimtevlucht        | Mark Brown 2e ruimtevlucht   |

## Media

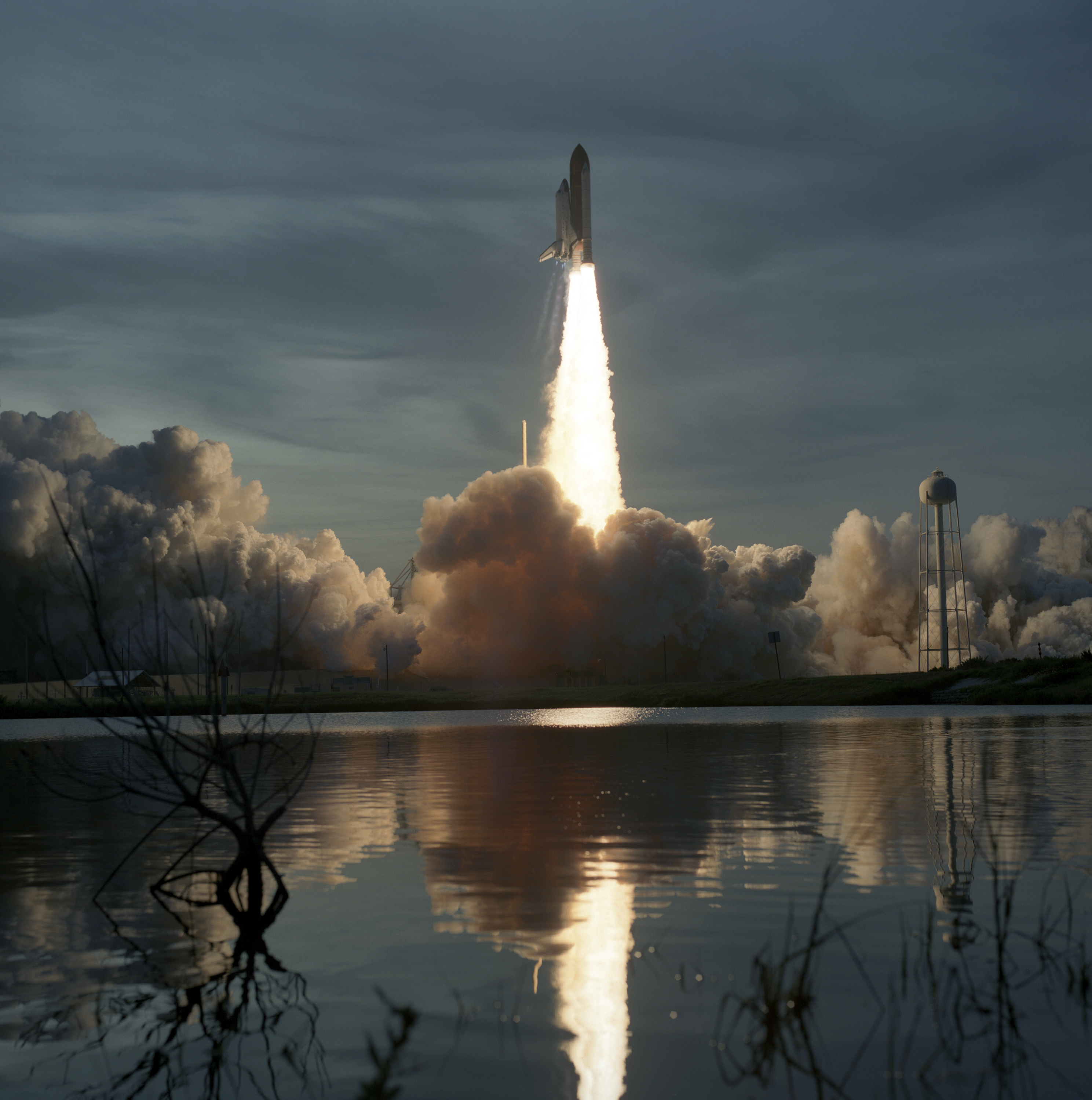
Lancering
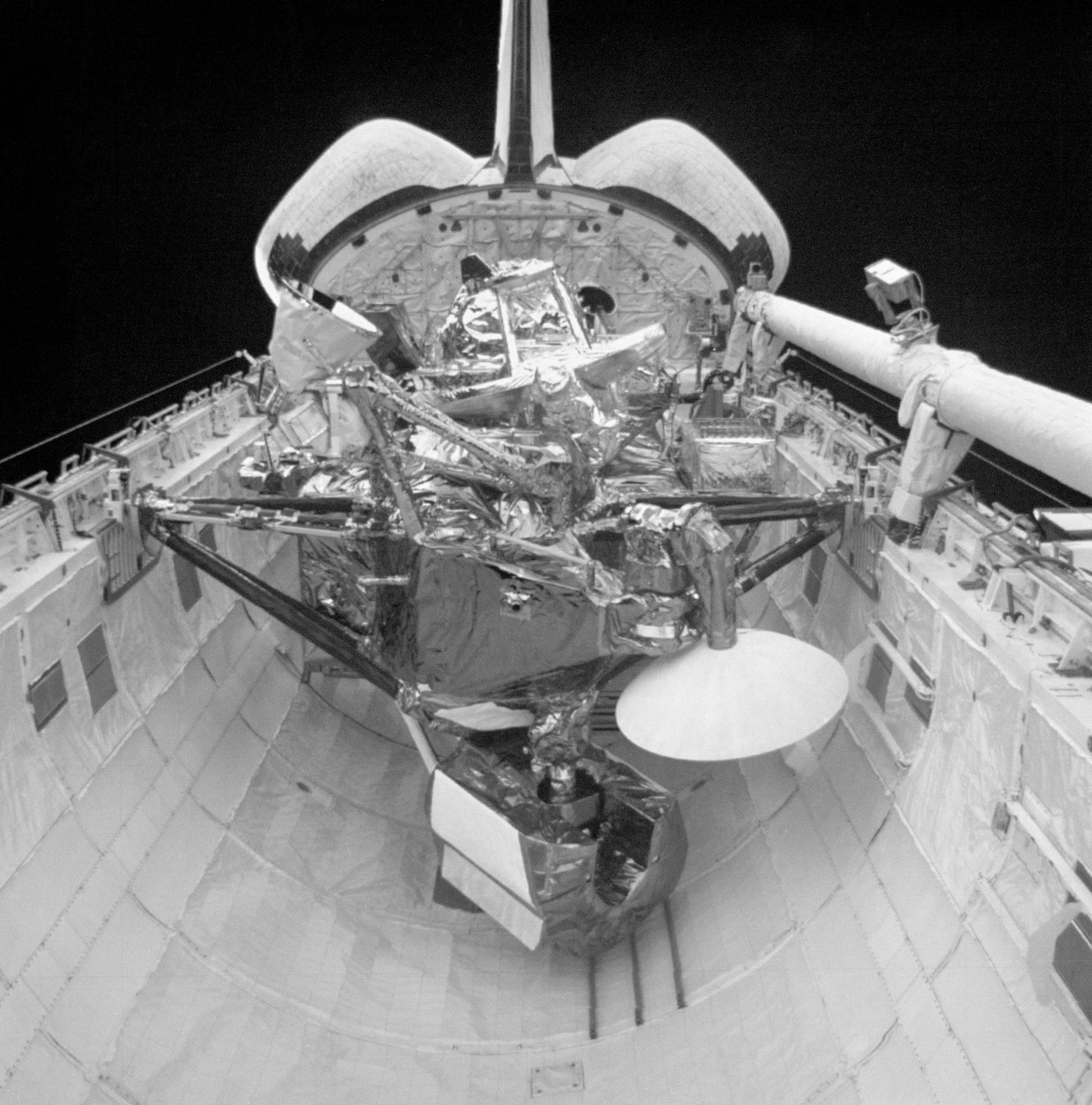
UARS aan boord van de Discovery